# Eupithecia porphyrata
Eupithecia porphyrata là một loài bướm đêm trong họ Geometridae.